# Xenochaetina setitibia
Xenochaetina setitibia är en tvåvingeart som beskrevs av Malloch 1925. Xenochaetina setitibia ingår i släktet Xenochaetina och familjen lövflugor.
Artens utbredningsområde är Guyana. Inga underarter finns listade i Catalogue of Life.